# 达珞
达珞（？—），男，珞巴族，西藏隆子人，中华人民共和国政治人物。现任山南市艺术团二级声乐演员。第十四届全国政协委员。